# Eriocaulon ovoideum
Eriocaulon ovoideum är en gräsväxtart som beskrevs av Nathaniel Lord Britton och John Kunkel Small. Eriocaulon ovoideum ingår i släktet Eriocaulon och familjen Eriocaulaceae. Inga underarter finns listade i Catalogue of Life.